# Klaus Escher
Klaus Escher (* 12. Oktober 1965 in Koblenz) ist ein deutscher Politiker (CDU). Er war von 1994 bis 1998 Bundesvorsitzender der Jungen Union.

## Leben

### Ausbildung und Beruf
Nach seinem Abitur 1985 leistete Klaus Escher Wehrdienst und studierte von 1987 bis 1992 an der Universität Bonn Rechtswissenschaften, Politikwissenschaft und Neuere Geschichte. Sein Erstes juristisches Staatsexamen legte er 1991 ab. Danach war Escher von 1992 bis 1995 als Referendar am Oberlandesgericht Köln tätig. 1995 bestand er auch sein Zweites juristisches Staatsexamen. Im Anschluss wurde er Trainee der Deutschen Bank in Düsseldorf.
Von 2000 bis 2002 arbeitete Escher als Leiter des Büros der BASF in Berlin. Anschließend war Escher als Schriftsteller tätig und veröffentlichte zwei Gedichtbände. Im Jahr 2006 wurde er Referent für innenpolitische Grundsatzfragen im Bundesinnenministerium.

### Parteilaufbahn
Nach Anfängen in der Koblenzer Schüler Union und im Landesvorstand der Jungen Union wurde Escher 1989 Mitglied im Bundesvorstand der Jungen Union und 1994 in Berlin zum Bundesvorsitzenden gewählt. Er kritisierte in der Folge den Führungsstil des damaligen Bundeskanzlers und CDU-Parteivorsitzenden Helmut Kohl sowie die programmatischen Defizite der Mutterpartei. Auf dem CDU-Bundesparteitag 1996 in Hannover wurde Escher dennoch wieder als Mitglied des CDU-Bundesvorstandes gewählt. Escher plädierte nach der Bundestagswahl im September 1998, die zu einem Regierungswechsel (Kabinett Kohl V → Kabinett Schröder I) führte, für einen Generationswechsel in der Partei. Unter anderem empfahl er dem CDU-Präsidiumsmitglied und Ex-Arbeitsminister (1982–1998) Norbert Blüm, seinen Platz im Präsidium zu räumen. Escher kandidierte am 7. November 1998 auf dem CDU-Bundesparteitag in Bonn für das CDU-Präsidium; er wurde nicht gewählt. Im gleichen Jahr gab er den Vorsitz der Jungen Union aus Altersgründen auf.